# Grzegorz Ryś
Grzegorz Wojciech Ryś (ur. 9 lutego 1964 w Krakowie) – polski duchowny rzymskokatolicki, doktor habilitowany nauk humanistycznych specjalizujący się w historii Kościoła, rektor Wyższego Seminarium Duchownego Archidiecezji Krakowskiej w latach 2007–2011, biskup pomocniczy krakowski w latach 2011–2017, arcybiskup metropolita łódzki od 2017, administrator apostolski diecezji kaliskiej w latach 2020–2021, kardynał prezbiter od 2023.

## Życiorys

### Młodość i wykształcenie
Urodził się 9 lutego 1964 w Krakowie. Ochrzczony został w tamtejszej bazylice Mariackiej przez księdza Ferdynanda Machaya. Ukończył IV Liceum Ogólnokształcące im. Tadeusza Kościuszki w Krakowie.
W latach 1982–1988 studiował na Wydziale Teologicznym oraz na Wydziale Historii Kościoła Papieskiej Akademii Teologicznej w Krakowie, a także w Wyższym Seminarium Duchownym Archidiecezji Krakowskiej. Święceń prezbiteratu udzielił mu 22 maja 1988 w katedrze na Wawelu kardynał Franciszek Macharski, arcybiskup metropolita krakowski. Został inkardynowany do archidiecezji krakowskiej. W 1994 na podstawie dysertacji Średniowieczna pobożność ludowa na ziemiach polskich. Próba typologii uzyskał doktorat z nauk teologicznych, a w 2000 na podstawie rozprawy Jan Hus wobec kryzysu Kościoła doby Wielkiej Schizmy uzyskał habilitację z nauk humanistycznych w zakresie historii.

### Prezbiter
W latach 1988–1989 pracował jako wikariusz w parafii Świętych Małgorzaty i Katarzyny w Kętach. Od 2004 do 2007 pełnił funkcję dyrektora Archiwum Kapituły Metropolitalnej w Krakowie. Duszpastersko angażował się w działalność Ruchu Światło-Życie, Drogi Neokatechumenalnej, Chrześcijańskiego Braterstwa Osób Chorych i Niepełnosprawnych oraz wspólnoty namArka. Corocznie przez 25 lat uczestniczył w Pieszej Pielgrzymce Krakowskiej na Jasną Górę, będąc przewodnikiem grupy 6. Był komentatorem pielgrzymek Jana Pawła II w Telewizji Polskiej i Polskim Radiu. Po jego śmierci współorganizował czuwania, a podczas procesu beatyfikacyjnego zasiadał w komisji historycznej działającej przy trybunale rogatoryjnym.
W 1995 został współpracownikiem „Tygodnika Powszechnego”, w którym w 2011 rozpoczął prowadzenie cotygodniowej rubryki poświęconej komentarzowi do Pisma św. („Okruchy słowa” następnie „Czytania”). Wszedł w skład redakcji miesięcznika „Znak”.

### Działalność naukowo-dydaktyczna
Został kierownikiem Katedry Historii Kościoła w Średniowieczu oraz Katedry Historii Starożytnej i Średniowiecznej w Instytucie Historii na Wydziale Historii i Dziedzictwa Kulturowego Uniwersytetu Papieskiego Jana Pawła II (wcześniej Papieskiej Akademii Teologicznej). W latach 2007–2011 piastował urząd rektora Wyższego Seminarium Duchownego Archidiecezji Krakowskiej, ponadto w latach 2010–2011 był przewodniczącym Konferencji Rektorów Seminariów Duchownych w Polsce. Był organizatorem działającego od 2014 w Krakowie Ogólnopolskiego Seminarium dla Starszych Kandydatów do Święceń.
Napisał ponad 40 publikacji naukowych i popularnych z zakresu historii, teologii i duchowości.

### Biskup

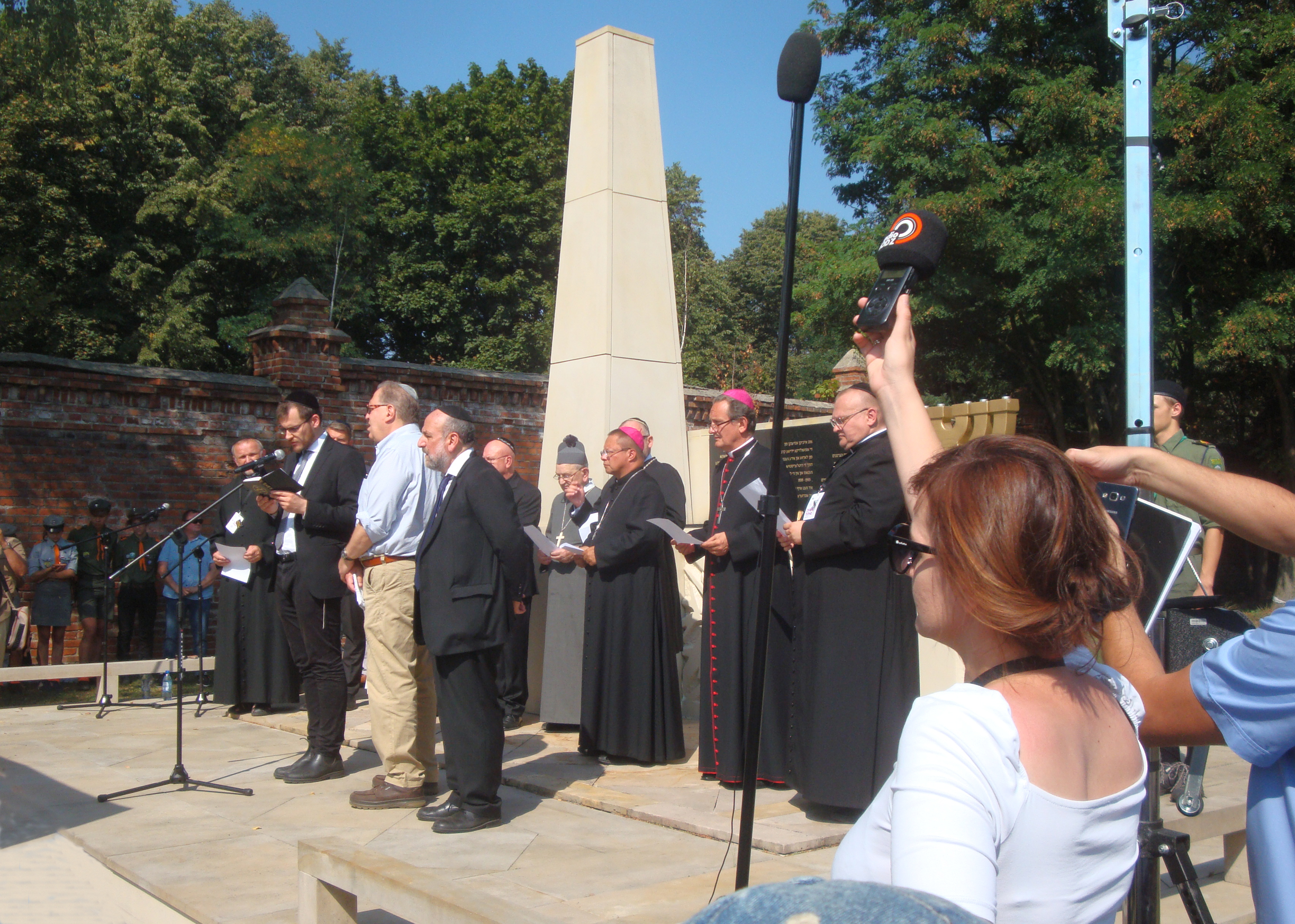
Grzegorz Ryś w czasie modlitwy ekumenicznej podczas obchodów 75. rocznicy likwidacji getta łódzkiego (2019)

16 lipca 2011 papież Benedykt XVI mianował go biskupem pomocniczym archidiecezji krakowskiej ze stolicą tytularną Arcavica. Święcenia biskupie otrzymał wraz z Damianem Muskusem 28 września 2011 w katedrze na Wawelu. Konsekratorem był kardynał Stanisław Dziwisz, arcybiskup metropolita krakowski, a współkonsekratorami kardynałowie Franciszek Macharski, arcybiskup senior krakowski, i Stanisław Ryłko, przewodniczący Papieskiej Rady ds. Świeckich. Jako zawołanie biskupie przyjął słowa „Virtus in infirmitate” (Moc w słabości). W archidiecezji krakowskiej objął urząd wikariusza generalnego. Był pomysłodawcą zorganizowanego w 2011 spotkania chrześcijan, żydów i muzułmanów w intencji pokoju pod nazwą „Echo Asyżu w Krakowie”, a także serii spotkań „Dziedziniec Pogan” dotyczących dialogu między wierzącymi a niewierzącymi. Przygotował rozważania drogi krzyżowej odprawionej podczas Światowych Dni Młodzieży w Krakowie w 2016.
14 września 2017 papież Franciszek mianował go arcybiskupem metropolitą łódzkim. Ingres do bazyliki archikatedralnej św. Stanisława Kostki w Łodzi odbył 4 listopada 2017. 29 czerwca 2018 na placu św. Piotra w Rzymie odebrał od papieża Franciszka paliusz, który uroczyście został mu nałożony 5 października 2018 w katedrze łódzkiej przez arcybiskupa Salvatore Pennacchia, nuncjusza apostolskiego w Polsce. W latach 2018–2021 przeprowadził czwarty w historii archidiecezji synod, poświęcony młodzieży, rodzinie i parafii. W 2019 wprowadził w archidiecezji diakonat stały, powołał Szkołę Katechistów, Międzynarodowe Diecezjalne Seminarium Misyjne dla nowej Ewangelizacji Redemptoris Mater i przyjął w Łodzi przeniesione z Krakowa Ogólnopolskie Seminarium dla Starszych Kandydatów do Święceń.
25 czerwca 2020 papież Franciszek mianował go administratorem apostolskim sede plena diecezji kaliskiej. Rządy w diecezji przejął 27 czerwca 2020. 17 października 2020, po przyjęciu przez papieża Franciszka rezygnacji biskupa Edwarda Janiaka z funkcji biskupa diecezjalnego, został administratorem apostolskim sede vacante diecezji. Funkcję tę pełnił do 11 lutego 2021, kiedy diecezję kanonicznie objął nowy biskup diecezjalny Damian Bryl.
9 lipca 2023 papież Franciszek zapowiedział włączenie go do Kolegium Kardynałów, a 30 września 2023 w trakcie konsystorza na placu Świętego Piotra kreował go kardynałem prezbiterem, nadając mu jako kościół tytularny kościół Świętych Cyryla i Metodego. 14 października 2023 odbył kardynalski ingres do katedry łódzkiej, a 22 listopada 2023 uroczyście objął swój kościół tytularny w Rzymie. W 2025 wziął udział w konklawe, które zakończyło się wyborem papieża Leona XIV.
W ramach Konferencji Episkopatu Polski w latach 2011–2021 był przewodniczącym Zespołu ds. Nowej Ewangelizacji, działającego przy Komisji Duszpasterstwa, a w 2022 objął funkcję przewodniczącego Rady ds. Dialogu Religijnego i Komitetu ds. Dialogu z Judaizmem. W latach 2017–2022 należał do Rady Stałej, ponownie dołączył do niej w 2023 z urzędu jako kardynał kierujący diecezją. Ponadto wszedł w skład Ogólnopolskiego Komitetu Organizacyjnego Obchodów 1050. Rocznicy Chrztu Polski w 2016 roku, Rady ds. Kultury i Ochrony Dziedzictwa Kulturowego i Rady ds. Rodziny. 21 listopada 2020 papież Franciszek mianował go członkiem Kongregacji ds. Biskupów, a 4 października 2023 mianował go członkiem Dykasterii ds. Kultu Bożego i Dyscypliny Sakramentów oraz potwierdził jako członka Dykasterii ds. Biskupów. W 2018 wziął udział w sesji Synodu Biskupów o młodzieży, a w 2023, z osobistej papieskiej nominacji, a nie jako członek polskiej delegacji, w pierwszym zgromadzeniu Synodu Biskupów o synodalności.
Kaznodzieja i rekolekcjonista, posługujący w archidiecezji łódzkiej (doroczne rekolekcje kapłańskie, rekolekcje wielkopostne dla młodzieży „Arena Młodych”, „Rekolekcje dla Łodzi”), jak i podczas cyklicznych wydarzeń ogólnopolskich (Lednica, Przystanek Jezus, rekolekcje Strefa Chwały Festiwal w Starym Sączu, spotkania Taizé, Chemin Neuf). Zaangażowany na rzecz ekumenizmu i dialogu międzyreligijnego. W latach 2012–2018 należał do Międzynarodowej Rady Oświęcimskiej. W latach 2013–2017 zasiadał w kapitule Nagrody im. Ks. Stanisława Musiała przyznawanej przez Klub Chrześcijan i Żydów „Przymierze”. Wszedł również w skład kapituł Nagrody im. księdza Józefa Tischnera i Orderu Ecce Homo.
W 2024 konsekrował biskupów pomocniczych łódzkich Piotra Kleszcza i Zbigniewa Wołkowicza, a w 2023 był współkonsekratorem podczas sakry biskupa pomocniczego legnickiego Piotra Wawrzynka.

## Odznaczenia i wyróżnienia
W 2018 prezydent RP Andrzej Duda za zasługi w działalności na rzecz rozwoju nauki nadał mu Złoty Krzyż Zasługi.
W 2023 został uhonorowany Odznaką „Za Zasługi dla Miasta Łodzi”. Otrzymał tytuł Małopolanina Roku 2017 przyznawany przez Stowarzyszenie Gmin i Powiatów Małopolski.
Ponadto został uhonorowany Nagrodą im. Klemensa Bąkowskiego nadaną przez Towarzystwo Miłośników Historii i Zabytków Krakowa (2017), tytułem Ambasadora Polszczyzny w Mowie przyznanym przez Radę Języka Polskiego (2019), Medalem 75-lecia Misji Jana Karskiego przyznaną przez Towarzystwo Jana Karskiego (2019), Szablą Kilińskiego Związku Rzemiosła Polskiego (2022), medalem 600-lecia Łodzi (2023) i Menorą Dialogu przyznaną przez Stowarzyszenie Coexist i Fundację Signum (2024), Nagrodą im. ks. Stanisława Musiała przyznaną przez Klub Chrześcijan i Żydów „Przymierze” (2025).

## Książki

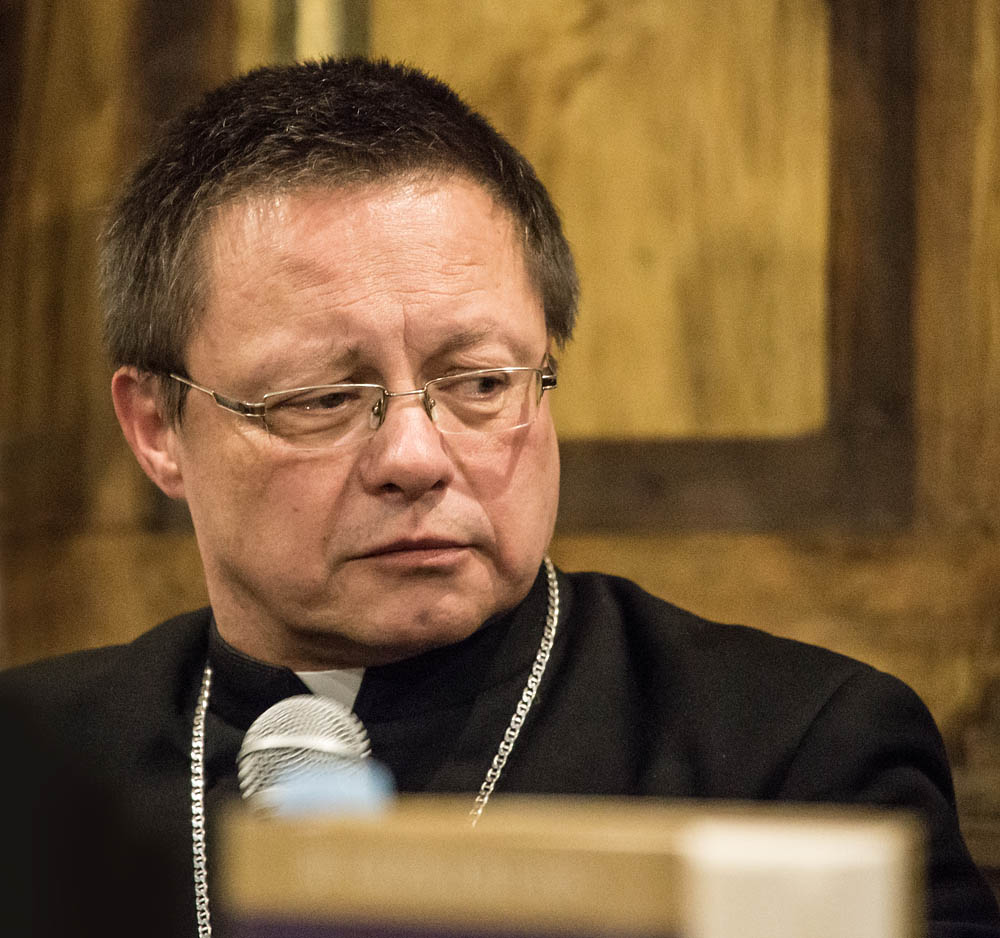
Grzegorz Ryś podczas spotkania autorskiego w Domu Arcybractwa Miłosierdzia w Krakowie (2016)

- Rekolekcje. Modlitwa, post, jałmużna (Społeczny Instytut Wydawniczy „Znak”, Kraków 2013)
- Kościelna wiosna (razem z Krystyną Strączek; Społeczny Instytut Wydawniczy „Znak”, Kraków 2013)
- Franciszek. Życie – miejsca – słowa (Wydawnictwo św. Stanisława BM, Kraków 2013)
- Czy wiara ma sens? (Wydawnictwo M, Kraków 2014)
- Skandal miłosierdzia. Rozważania dla każdego (Wydawnictwo WAM, Kraków 2014)
- Wiara z lewej, prawej i Bożej strony (Wydawnictwo WAM, Kraków 2014)
- Moc słowa (Wydawnictwo WAM, Kraków 2016)
- Jeden święty, powszechny, apostolski. Spotkania z historią Kościoła (Wydawnictwo WAM, Kraków 2016)
- Moc wiary (Wydawnictwo WAM, Kraków 2017)
- Znać lub nie znać Jezusa (Wydawnictwo M, Kraków 2019)
- Czas zbawienia. Liturgia w codzienności (Wydawnictwo M, Kraków 2020)
- Piąta Ewangelia (Wydawnictwo Rafael, Kraków 2020)
- Inkwizycja (Wydawnictwo WAM, Kraków 2020)
- Czy Kościół ma sens? (Wydawnictwo M, Kraków 2021)
- Weź i słuchaj. O Piśmie, które staje się słowem (Wydawnictwo M, Kraków 2021)
- Jak Bóg pomyślał Kościół. Odnaleźć się mimo kryzysu (Wydawnictwo WAM, Kraków 2023)
- Chrześcijanie wobec żydów (Wydawnictwo WAM, Kraków 2023)
- Klucz do Ewangelii św. Łukasza (Wydawnictwo M, Kraków 2023)
- Klucz do Ewangelii św. Jana (Wydawnictwo M, Kraków 2024)
- Klucz do Ewangelii św. Marka (Wydawnictwo M, Kraków 2024)